# Преснов, Антон Александрович
Анто́н Алекса́ндрович Пресно́в (род. 25 сентября 1988, Долгопрудный, Московская область, СССР) — российский режиссёр, актёр театра и кино, педагог, лауреат премии губернатора Московской области «Лучший по профессии»)

## Биография

### Ранние годы
Родился 25 сентября 1988 года в городе Долгопрудный, Московской области.
В 12 лет Антон Преснов дебютировал на сцене долгопрудненского театра «Город».
В 2009 году окончил режиссёрский факультет РАТИ-ГИТИС, актёрская группа, мастерская Сергея Васильевича Женовача. Учился на режиссёрском курсе Римаса Туминаса в Театральном институте им. Б. Щукина при театре им. Евгения Вахтангова, не окончил.
В Учебном театре ГИТИС сыграл в спектаклях: «Снегурочка» (режиссёр Герман Сидаков) — Бобыль; «В чужом пиру похмелье» (режиссёр Сигрид Стрем Рейбо) — Капитоша; «Бесы» (режиссёр Александр Коручеков) — Лямшин; «Vypoosknoj» (режиссёр Олег Глушков) — Anton Presnov и др.
Дипломант Первого Международного конкурса чтецов им. А. П. Чехова. Дипломант творческой лаборатории «Молодые режиссёры-детям» Российской Национальной премии и фестиваля театрального искусства для детей «Арлекин».
С 2012 года — главный режиссер театра «Город», г.Долгопрудный, Московская область.
Член Союза Театральных Деятелей РФ.

### Карьера

#### Режиссёр
В качестве режиссёра Антон работал в таких известных проектах-мюзиклах, как «Чикаго» (в главных ролях Филипп Киркоров, Лариса Долина, Анастасия Стоцкая, Лика Рулла, Александра Урсуляк, Анастасия Макеева, Александр Арсентьев, Наталия Быстрова и др.), «Призрак Оперы» (в главных ролях Иван Ожогин, Дмитрий Ермак, Екатерина Лехина, Юрий Мазихин и др.) и «Бал вампиров» (в главных ролях Иван Ожогин, Александр Казьмин, Андрей Бирин) международной театральной компании «Стейдж Энтертейнмент». В 2014 году в Лужниках с большим успехом прошла его постановка — ледовое арена-шоу «Волшебник страны ОZ» (в главной роли Волшебника всемирно известный иллюзионист Гаэтано Триджиано).
Режиссёр-постановщик первой официальной российской постановки бродвейского мюзикла «Магазинчик ужасов» (театр МДМ, ПЦ Николая Забелина, Москва; Три номинации Российской Национальной театральной премии «Золотая Маска»)
Режиссёр-постановщик концертной версии мюзикла «Призрак Оперы» в Государственном Кремлёвском Дворце, «Стейдж Энтертейнмент», Москва.
Режиссёр-постановщик концертной версии мюзикла «Death Note» (КЗ Мир, ПЦ Пентаграмма, Москва; включён в программу «Года японо-российских межрегиональных и побратимских обменов»).

«Вот уже более 15 лет творческий путь Антона Преснова неразрывно связан с нашим театром. В каждой постановке Антон трепетно, ответственно, профессионально создает уникальный мир сценических образов разных эпох. За это его любят, уважают, ценят зрители разного возраста и коллеги. Интенсивная работа в театре «Город» успешно сочетается с другими яркими масштабными театральными проектами, в том числе и мирового уровня. При этом звездные работы Антона не слепят ему глаза, а освещают путь — и ему, и идущим вместе с ним. Антон Преснов в работе — перфекционист, он всегда доводит дело до качественного результата, поэтому ему без колебаний поручаются самые сложные творческие задачи. Также Антон — великолепный организатор, на его проекты всегда с удовольствием и высокой самоотдачей собираются интересные, высокопрофессиональные люди из разных сфер творческой деятельности. Работа с Антоном — всегда интересный театральный опыт, эксперимент».— Жаннета Арутюнян, директор театра «Город»

#### Актёр
С 2008 года снимается в кино. Сыграл гимназиста Петра Аркадьевича Поползухина в фильме «Невинные создания», за который получил Приз за лучшую мужскую роль на международном кинофестивале «Киношок-2008».
- 2008 — «Невинные создания» (реж. Е.Юликов) — гимназист Петр Аркадьевич Поползухин
- 2008 — «Всё, что нужно — это любовь» (реж. К.Кондрашина) — Руслан
- 2008 — «Агентство «Мечта» (реж. Г.Шенгелия) — Шурик, брат Натальи, хакер
- 2009 — «Путешествие автостопом» (реж. А.Панкратов) — хиппи, Партайгеноссе
- 2010 — «В лесах и на горах» (реж. А.Холмский) — Семипудов
- 2013 — «Море. Горы. Керамзит» (реж. Тигран Кеосаян) — Никита
- 2015 — «Разговор» (реж. А.Гайлит) — Михаил

#### Педагог
Мастер курса образовательного проекта «Лаборатория Мюзикла» при Институте Русского Театра, г. Москва (председатель государственной аттестационной комиссии — народная артистка РФ Долина Лариса Александровна).
Педагог по актёрскому мастерству в профильных театральных классах при Высшем театральном училище (институт) им. Щепкина ГБОУ СОШ № 2054, г. Москва (с 2012 года).
Автор и ведущий мастер-класса «Как стать звездой мюзикла» совместно с Любовью Казарновской (театр МДМ, г. Москва, транслировался на телеканале Москва-24).

## Режиссёрские работы
- 2009 — Спектакль «Исповедь» (по рассказам А. П. Чехова, центр-музей Высоцкого, Москва; театр «Город»)
- 2009 — Музыкальный спектакль «По щучьему велению» (по мотивам русской народной сказки, Московский Международный Дом Музыки, Москва; театр «Город»)
- 2010 — Музыкальный спектакль «Муха-Цокотуха» (К.Чуковский, театр «Город»)
- 2012 — Музыкальный спектакль «Сказка Арденнского леса» (Юлий Ким по мотивам пьесы «Как вам это понравится» У.Шекспира, Московский театр им. Рубена Симонова)
- 2013 — Мюзикл «CHICAGO» (театр «Россия», театр «МДМ», «Stage Entertainment»)
- 2013 — Ледовое арена-шоу «Волшебник страны OZ» (ДС «Лужники», «Stage Entertainment»)
- 2014 — Мюзикл «Призрак Оперы» (театр МДМ, «Stage Entertainment»)
- 2015 — Спектакль «Шарабум-Шоу NEXT» памяти солнечного клоуна Олега Попова (клоунская буффонада, театр «Город»)
- 2016 — Мюзикл «Бал Вампиров» (театр МДМ, «Stage Entertainment»)
- 2016 — Спектакль «Легенды об Испании» (Московская государственная консерватория имени П. И. Чайковского)
- 2017 — Спектакль «Город Мечты!» (Е.Вильтовский, театр «Город»)
- 2017 — Новогоднее шоу «Angry Birds. Спасти Новый год!» (Loft Hall совместно с ROVIO, Москва)
- 2018 — Музыкальный спектакль «Валентина Толкунова. Я не могу иначе» (в рамках проекта «Кафе Миров», театр «Город»)
- 2018 — Спектакль «Его Величество Государь Николай II» (по мотивам повести И.Сургучева, театр"Город")
- 2018 — Музыкальный спектакль «Аладдин» (Е.Вильтовский, театр «Город»)
- 2018 — Музыкальный спектакль «Путешествие в мир мюзикла» (Лаборатория мюзикла, Москва)
- 2018 — Спектакль «Новогоднее путешествие во времени» (Мастерславль, Москва)
- 2018 — Спектакль «Открытие жизни!» (Е.Вильтовский, театр «Город»)
- 2019 — Спектакль «Рождественская история» (театр «Город»)
- 2019 — Мюзикл «NINE» (Лаборатория мюзикла, Москва)
- 2019 — Спектакль «Дядя Ваня» (А.Чехов, театр «Город»)
- 2019 — Спектакль «Аленький цветочек» (С.Аксаков, театр «Город»)
- 2019 — Мюзикл «Магазинчик ужасов» (мюзикл А.Менкена и Г.Эшмана, театр МДМ, Москва)
- 2019 — Мюзикл «Хрустальное сердце» (мюзикл О.Роя, Дом Кино, Москва)[10]
- 2020 — Спектакль «Ялта 1945» (А.Преснов, театр «Город»)
- 2020 — Музыкальный спектакль «Русалочка» (по мотивам сказки Г.-Х.Андерсена, театр «Город»)
- 2021 — Мюзикл «Death Note» (официальная концертная версия японского мюзикла, КЗ Мир, Москва)
- 2021 — Спектакль «Сердце не камень» (А.Островский, театр «Город»)
- 2022 — Хореографический спектакль «Дом Бернарды» (по мотивам пьесы «Дом Бернарды Альбы» Ф.Г.Лорки, театр «Русская песня», Москва)[11][12]
- 2023 — Рок-опера «Икар» (композитор Антон Круглов, КЗ Измайлово, Москва)

## Награды
- 2008 — Приз за лучшую мужскую роль на международном кинофестивале «Киношок-2008» (фильм «Невинные создания»)[13][14]
- 2010 — Лауреат Первого Международного конкурса чтецов им. А. П. Чехова
- 2010 — Диплом творческой лаборатории «Молодые режиссёры-детям» Российской Национальной премии и фестиваля театрального искусства для детей «Арлекин»[15]
- 2013 — Диплом «За создание яркого музыкального спектакля» на VI Московском областном театральном фестивале за спектакль «Сказка Арденнского леса» в театре им. Рубена Симонова, Москва
- 2014 — Диплом «Лучший спектакль для детей» Федерального Фестиваля «Театральный Олимп» в г. Сочи за спектакль «Муха-Цокотуха» в Долгопрудненском театре «Город»
- 2015 — Диплом "За проведение на высоком профессиональном уровне занятий в рамках специальной программы «Олимп-опыт» V Федерального фестиваля «Театральный Олимп» в г. Сочи
- 2015 — Благодарственным письмом Московской областной Думы «За добросовестный труд и высокий профессионализм в работе»
- 2015 — Знак отличия главы г.о. Долгопрудный «За вклад в развитие городского округа Долгопрудный Московской области»
- 2015 — Почётная грамота Министерства культуры Московской области «За плодотворную творческую деятельность, высокое профессиональное мастерство и большой вклад в развитие отечественной культуры»[16]
- 2015 — Диплом Финалиста конкурса на соискание премии Губернатора Московской области «Лучший по профессии» в номинации «Лучший работник театра»[17]
- 2015 — Диплом Лауреата I степени Международного образовательного проекта-конкурса театрального искусства, художественного слова и авторского чтения «Апельсиновая береза в номинации «Режиссура драматического театра»
- 2018 — Диплом «За лучшую режиссуру» ХII Московского областного театрального фестиваля за спектакль «Открытие жизни!»
- 2020 — мюзикл «Магазинчик ужасов», режиссером которого являлся Антон Преснов, вошел в лонг лист премии «Звезда театрала» в категории «Лучший музыкальный спектакль»[18]
- 2021 — Номинация Российской Национальной театральной премии «Золотая Маска» оперетта-мюзикл/лучший спектакль «Магазинчик ужасов»[19]